# Halowe Mistrzostwa Polski Seniorów w Lekkoatletyce 1992
33. Halowe Mistrzostwa Polski Seniorów w Lekkoatletyce – zawody sportowe, które rozegrano 15 i 16 lutego 1992 w Spale, w hali Ośrodka Przygotowań Olimpijskich.
Podczas zawodów ustanowiono trzy halowe rekordy Polski. Urszula Włodarczyk uzyskała w trójskoku wynik 13,30 m, a w pięcioboju 4555 punktów, a Beata Kaczmarska w chodzie na 3000 metrów czas 12:51,00.

## Rezultaty

### Mężczyźni
| Konkurencja:              | 1. miejsce                                 | Rezultat | 2. miejsce                           | Rezultat | 3. miejsce                                    | Rezultat |
| Bieg na 60 m              | Marek Zalewski Pogoń Zduńska Wola          | 6,74     | Andrzej Popa Orkan Poznań            | 6,76     | Jacek Marlicki AZS AWF Wrocław                | 6,80     |
| Bieg na 200 m             | Marek Zalewski Pogoń Zduńska Wola          | 21,38    | Robert Maćkowiak Śląsk Wrocław       | 21,72    | Joachim Helbik Górnik Zabrze                  | 22,03    |
| Bieg na 400 m             | Paweł Woźniak Skra Warszawa                | 48,39    | Sylwester Węgrzyn Chemik Kędzierzyn  | 48,51    | Mariusz Rządziński AZS Łódź                   | 48,81    |
| Bieg na 800 m             | Zbigniew Janus Wisła Kraków                | 1:50,85  | Andrzej Czekalski Śląsk Wrocław      | 1:51,44  | Marek Cywiński Gwardia Piła                   | 1:51,56  |
| Bieg na 1500 m            | Krzysztof Ćwikła Stal Mielec               | 3:50,95  | Aleksander Ziobro Gwardia Piła       | 3:51,71  | Jan Sokal AZS Łódź                            | 3:51,81  |
| Bieg na 3000 m            | Sławomir Gąsior Gwardia Warszawa           | 8:13,78  | Mariusz Mach Gryf Słupsk             | 8:15,11  | Bogdan Jarosz Śląsk Wrocław                   | 8:16,89  |
| Bieg na 60 m przez płotki | Tomasz Nagórka AZS Łódź                    | 7,57     | Rafał Cieśla AZS Katowice            | 7,63     | Paweł Grzegorzewski Górnik Zabrze             | 7,70     |
| Chód na 5000 m            | Mariusz Ornoch Flota Gdynia                | 19:55,30 | Robert Oleszczuk Skra Warszawa       | 19:57,41 | Krzysztof Richter Lechia Gdańsk               | 20:16,12 |
| Skok wzwyż                | Jarosław Kotewicz Zawisza Bydgoszcz        | 2,20     | Przemysław Radkiewicz Skra Warszawa  | 2,20     | Robert Kołodziejczyk Stal Ostrów Wielkopolski | 2,14     |
| Skok o tyczce             | Mirosław Chmara Zawisza Bydgoszcz          | 5,30     | Bogusław Kopkowski Zawisza Bydgoszcz | 5,20     | Tomasz Leszczyński Zawisza Bydgoszcz          | 5,00     |
| Skok w dal                | Mirosław Nowaczyk Skra Warszawa            | 7,79     | Marek Orzepowski Lechia Gdańsk       | 7,59     | Włodzimierz Włodarczyk Górnik Brzeszcze       | 7,33     |
| Trójskok                  | Eugeniusz Bedeniczuk Jagiellonia Białystok | 16,15    | Piotr Weremczuk Zawisza Bydgoszcz    | 16,02    | Jacek Butkiewicz AZS AWF Warszawa             | 15,80    |
| Pchnięcie kulą            | Helmut Krieger Chemik Kędzierzyn           | 18,30    | Piotr Perżyło Górnik Brzeszcze       | 17,08    | Edward Gładysz Chemik Kędzierzyn              | 16,73    |
| Siedmiobój                | Sylwester Zimny AZS AWF Wrocław            | 5144     | Robert Mańka AZS AWF Wrocław         | 5116     | Michał Krukowski Warszawianka                 | 4908     |

### Kobiety
| Konkurencja:              | 1. miejsce                               | Rezultat    | 2. miejsce                               | Rezultat | 3. miejsce                            | Rezultat |
| Bieg na 60 m              | Iwona Smulikowska Orzeł Warszawa         | 7,73        | Agnieszka Ronge AZS-AWF Warszawa         | 7,76     | Maria Butrym Orzeł Warszawa           | 7,77     |
| Bieg na 200 m             | Maria Kamrowska AZS AWF Gdańsk           | 24,89       | Seweryna Płocka AZS AWF Warszawa         | 25,12    | Iwona Smulikowska Orzeł Warszawa      | 25,25    |
| Bieg na 400 m             | Elżbieta Kilińska Chemik Kędzierzyn      | 55,14       | Monika Warnicka AZS AWF Warszawa         | 55,74    | Anna Stefańska Budowlani Częstochowa  | 57,51    |
| Bieg na 800 m             | Anna Brzezińska Gwardia Opole            | 2:11,50     | Dorota Kata Budowlani Częstochowa        | 2:12,99  | Anna Stefańska Budowlani Częstochowa  | 2:26,79  |
| Bieg na 1500 m            | Małgorzata Rydz Budowlani Częstochowa    | 4:28,94     | Dorota Kata Budowlani Częstochowa        | 4:30,65  | Małgorzata Kowalewska Gwardia Olsztyn | 4:32,18  |
| Bieg na 60 m przez płotki | Maria Kamrowska AZS AWF Gdańsk           | 8,43        | Aldona Fogiel AZS AWF Warszawa           | 8,45     | Anna Leszczyńska AZS AWF Gdańsk       | 8,47     |
| Chód na 3000 m            | Beata Kaczmarska Skra Warszawa           | 12:51,00 NR | Katarzyna Radtke Lechia Gdańsk           | 12:51,22 | Kazimiera Mosio Tęcza Mielec          | 13:15,93 |
| Skok wzwyż                | Beata Hołub Start Lublin                 | 1,87        | Iwona Kielan Zawisza Bydgoszcz           | 1,87     | Donata Jancewicz SKLA Sopot           | 1,87     |
| Skok w dal                | Małgorzata Sobczak Bałtyk Gdynia         | 6,15        | Ilona Pazoła Krokus Leszno               | 6,09     | Lidia Tlałka AZS AWF Katowice         | 6,04     |
| Trójskok                  | Urszula Włodarczyk AZS AWF Wrocław       | 13,30 NR    | Agnieszka Stańczyk Budowlani Częstochowa | 12,74    | Ilona Pazoła Krokus Leszno            | 12,68    |
| Pchnięcie kulą            | Krystyna Danilczyk Jagiellonia Białystok | 17,70       | Mirosława Znojek AKS Chorzów             | 16,01    | Renata Katewicz Zagłębie Lubin        | 15,23    |
| Pięciobój                 | Urszula Włodarczyk AZS AWF Wrocław       | 4555 NR     | Małgorzata Lisowska Górnik Wałbrzych     | 4037     | Ewa Rychter Gryf Słupsk               | 3962     |